# (5770) Aricam
(5770) Aricam est un astéroïde de la ceinture principale extérieure.

## Description
(5770) Aricam est un astéroïde de la ceinture principale extérieure. Il fut découvert le 12 septembre 1987 à La Silla par Henri Debehogne. Il présente une orbite caractérisée par un demi-grand axe de 3,21 UA, une excentricité de 0,18 et une inclinaison de 0,4° par rapport à l'écliptique.

## Nom
L'astéroïde est nommé d'après Ariana et Camilla Laurenti, petits-enfants de Mario Di Martino (it), un astronome italien.

## Compléments